# Jean-François Chalgrin
Jean Francois-Thérèse Chalgrin (1739 – 21. ledna 1811) byl francouzský architekt. Jeho nejznámějším dílem je Vítězný oblouk v Paříži (Arc de Triomphe de l'Étoile). Jeho díla jsou ve stylu neoklasicismu, kterým byl ovlivněn během svých studií. 

## Život
Chalgrina nejvíce ovlivnili jeho učitel Giovanni Niccolo Servandoni a radikální stoupenec klasicismu v umění Étienne-Louis Boullée. Významný byl Chalgrinův pobyt v Římě v listopadu 1759 až květnu 1763. Zde pobýval jako stipendista ceny pro architekty Prix de Rome.
Po návratu do Paříže byl jmenován do funkce inspektora veřejných komunikací a staveb pro město Paříž. V této funkci dohlížel na stavbu Hôtel Saint-Florentin, navrženou architektem Ange-Jacquesem Gabrielem.

## Dílo
V roce 1764 Chalgrin představil své novoklasicistické plány pro kostel Saint-Philippe-du-Roule v Paříži (vystavěn v letech 1774–1784). V roce 1806 byl po vítězství francouzské armády v bitvě u Slavkova pověřen Napoleonem návrhem vítězného oblouku. Ten byl dokončen v letech 1833–1836.

## Galerie

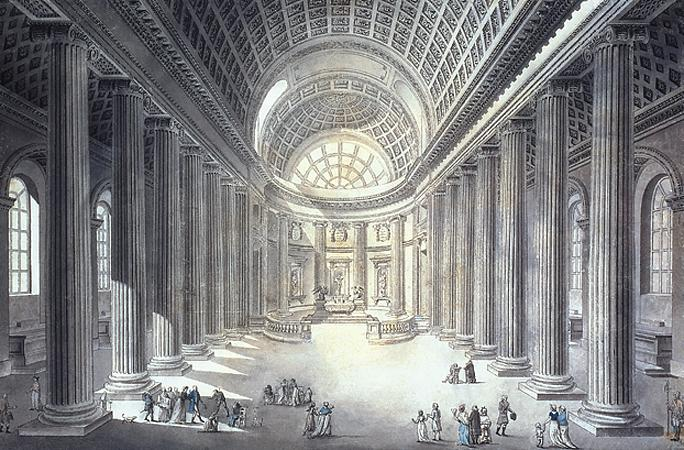
Interiér kostela Saint-Philippe-du-Roule.
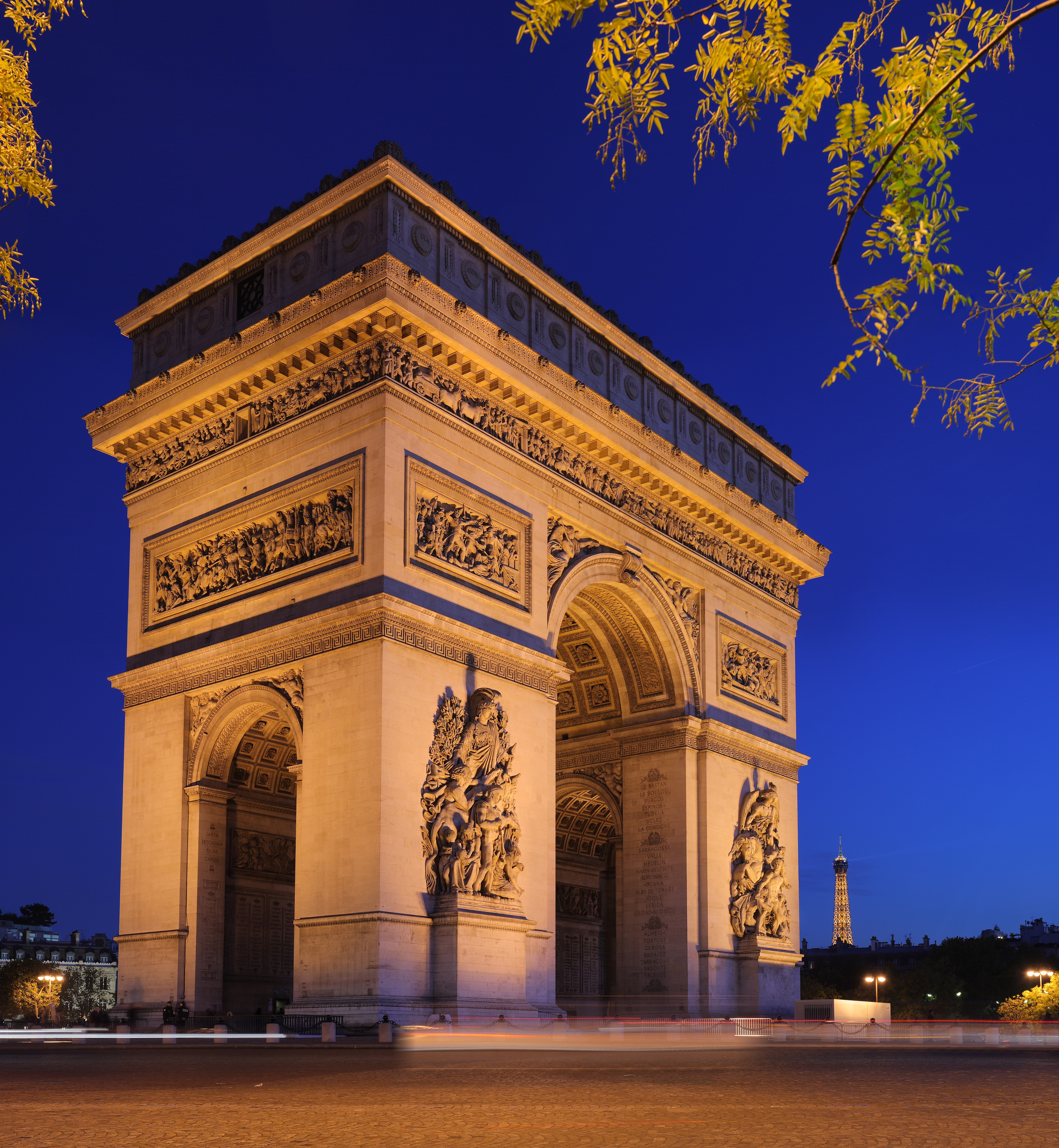
Vítězný oblouk (Arc de Triomphe de l'Étoile) v Paříži.
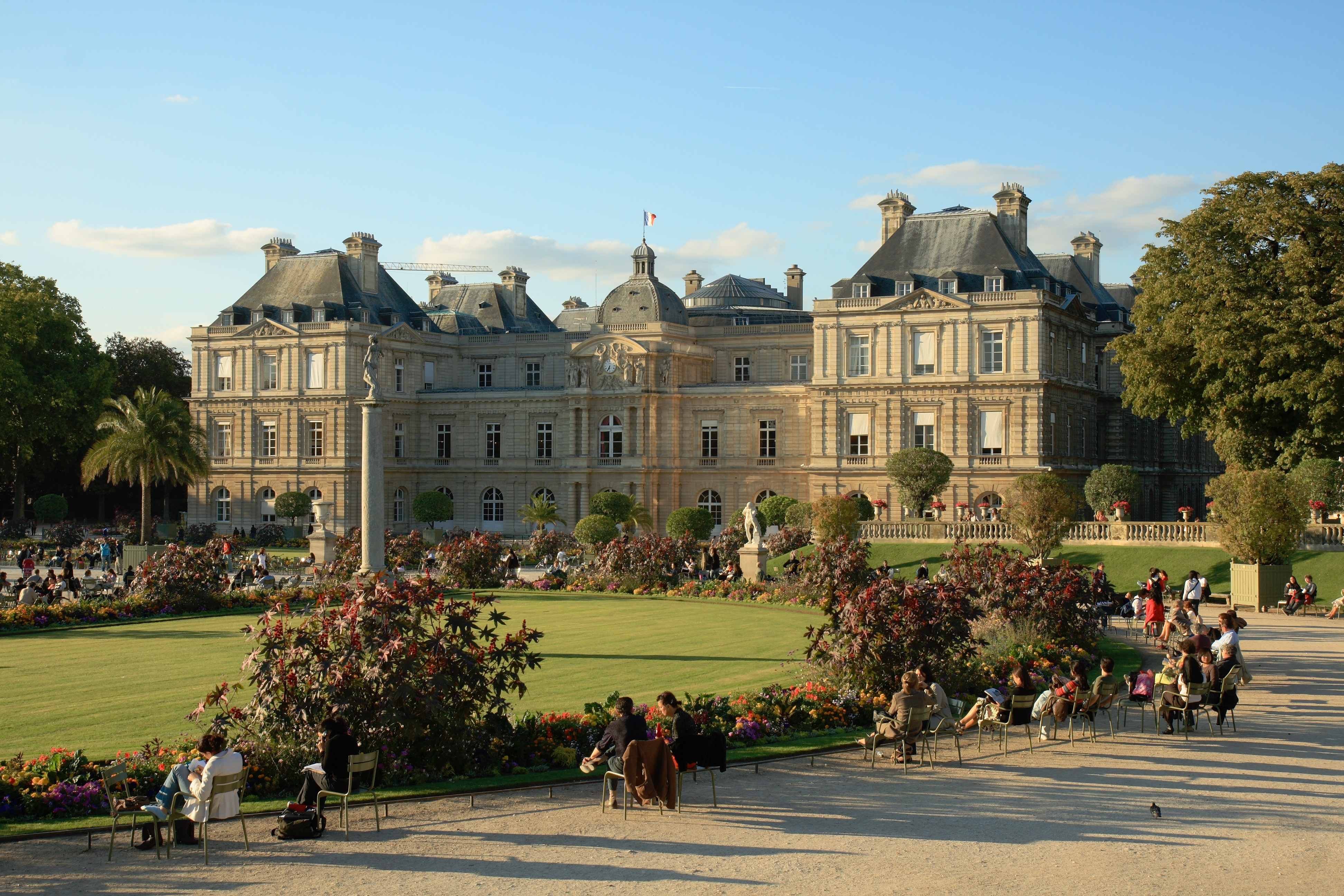
Palác Luxembourg, kde Chalgrin pracoval na velkém schodišti a salónu "Salon des Messagers d'État".
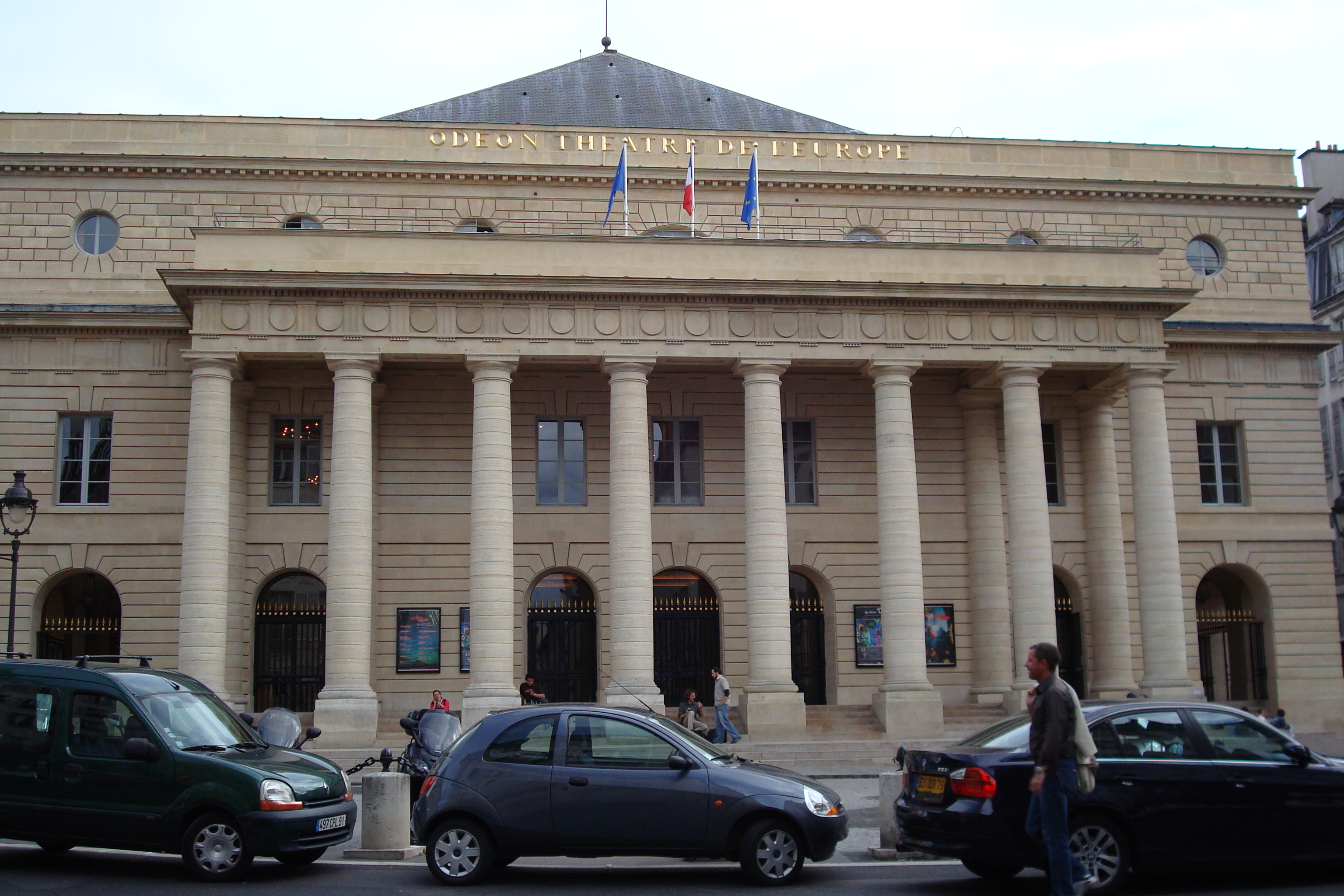
Théâtre de l'Odéon, které Chalgrin rekonstruoval
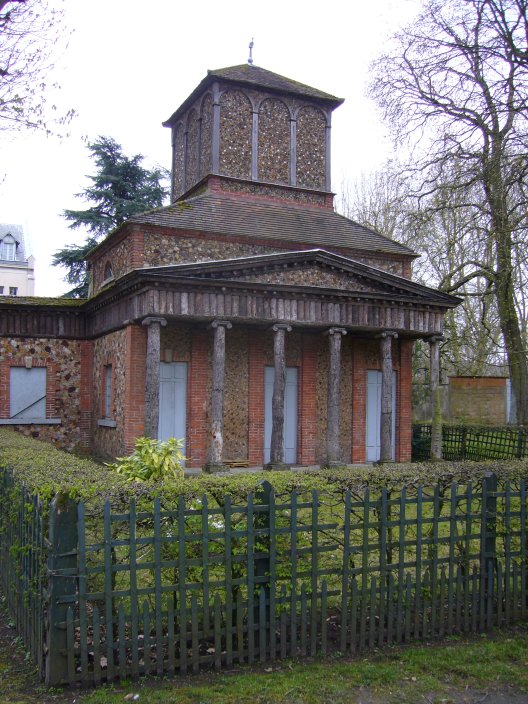
Budova vystavěná pro Marii-Joséphine-Louisu Savojskou, manželku Ludvíka XVIII.